# Гжибув (Підкарпатське воєводство)
Гжибув (пол. Grzybów) — село в Польщі, у гміні Вадовіце-Гурне Мелецького повіту Підкарпатського воєводства.
Населення — 199 осіб (2011).
У 1975-1998 роках село належало до Тарновського воєводства.

## Демографія
Демографічна структура станом на 31 березня 2011 року:
|          | Загалом | Допрацездатний вік | Працездатний вік | Постпрацездатний вік |
| -------- | ------- | ------------------ | ---------------- | -------------------- |
| Чоловіки | 109     | 31                 | 74               | 4                    |
| Жінки    | 90      | 18                 | 55               | 17                   |
| Разом    | 199     | 49                 | 129              | 21                   |